# No Angel
No Angel är debutalbumet av den brittiska sångerskan Dido, utgivet den 1 juni 1999 på Arista Records. Albumet blev populärt först under 2001 och har sedan dess sålts i mer än 21 miljoner exemplar världen runt. No Angel toppade Storbritanniens albumlista under två tillfällen 2001; första gången 10 februari - 23 mars och andra gången 6 oktober - 12 oktober.
Fyra singlar släpptes från albumet; Here with Me, Thank You, Hunter och All You Want.

## Låtlista
1. Here with Me (Dido Armstrong, Pascal Gabriel, Paul Statham) – 4:14
2. Hunter (D. Armstrong, Rollo Armstrong) – 3:57
3. Don't Think of Me (D. Armstrong, R. Armstrong, Paul Herman, Pauline Taylor) – 4:32
4. My Lover's Gone (D. Armstrong, Jamie Catto) – 4:27
5. All You Want – 3:53
6. Thank You – 3:37
7. Honestly OK – 4:37
8. Slide – 4:53
9. Isobel – 3:54
10. My Life – 3:55
11. I'm No Angel – 3:09
12. Take My Hand – 6:42 (bonusspår)
13. Here with Me (video)
14. Thank You (video)